# Luis Jiménez (basket-ball)
Pour les articles homonymes, voir Luis Jiménez et Jiménez.
Luis Jiménez, né le 21 janvier 1962, à Sucre, au Venezuela, est un ancien joueur vénézuélien de basket-ball.

## Palmarès
- Finaliste du championnat des Amériques 1992